# 徐本立
徐本立（？—？），浙江德清人，清朝政治人物。
举人出身。同治二年（1863年）接替吴棐彝署任南汇县知县一职，1864年由叶廷眷接任。